# Karyna Kazlouskaya
Karyna Kazlouskaya, född 18 juli 2000, är en belarusisk bågskytt. Hon deltog vid olympiska sommarspelen 2020.